# Luiz Américo
Luiz Américo, nome artístico de Américo Francisco Filho (Santos, 22 de agosto de 1946) é um cantor e compositor brasileiro.
Começou cantando desde menino e foi no concurso de calouros de Silvio Santos que "Américo Francisco", como era conhecido, despontou para o cenário nacional, ganhando todas as provas do concurso. Surgiram os convites de grandes gravadoras e aí já como Luiz Américo conseguiu seu primeiro sucesso, Desafio, mais conhecida como "Cuca cheia de cachaça" e daí em diante foram vários, Camisa 10, Fio da véia, Carta de alforria, Casa cheia, O gás acabou, Na hora da sede, entre tantos outros. Foram oito discos de ouro e suas músicas executadas em todas as rádios do Brasil e exterior e imagem marcada pelo seu boné em todos os programas de TV da época, sem dúvida um dos maiores ídolos da geração da década de 1970 & 1980.
Seu maior sucesso foi a canção Camisa 10, que teve uma grande repercussão por falar da Seleção Brasileira de Futebol de 1974, que depois de se tornar tricampeã no Mundial do México, atravessava um período de altos e baixos para disputar a Copa da Alemanha. Vendeu milhares de cópias e recebeu prêmios no Brasil e no exterior. Hoje ele é dono de uma casa noturna chamada Lucky Scope no Guarujá, e seus filhos, Luizinho, Sandro Mastellari e Rodrigo Francisco, cantores no Grupo Feitiço (banda de samba) montaram uma casa de samba em sua homenagem com o nome de Typographia Brasil em Santos, onde o cantor se apresenta até hoje. Seus sucessos já foram gravados por Clementina de Jesus, Ângela Maria, Alcione, Sílvio Caldas, Wilson Simonal e estão sendo regravados por cantores da atualidade como Zélia Duncan, Zeca Baleiro, Marcelo D2 entre outros.
Atualmente reside na cidade do Guarujá, em São Paulo.

## Discografia

### Álbuns
- 1972 - Luiz Américo
- 1974 - Camisa 10
- 1974 - Fim de Prosa
- 1975 - Feliz da Vida
- 1976 - Meu regresso
- 1976 - Sonho de Malandro
- 1977 - Cartão Vermelho
- 1977 - Meu boné
- 1978 - Alma Gêmea
- 1982 - Olhos no céu
- 1984 - Na Praça

### Singles/Compactos
- 1973 - Desafio/Tempo de partida
- 1978 - Carta de Alforria

## Prêmios
- Vencedor do Show de Calouros (Silvio Santos),
- 10 Globos de Ouro,
- 14 Cassinos de Ouro do Chacrinha
- prêmio de Melhor cantor nacional